# Serpulorbis
Serpulorbis là một chi ốc biển, động vật thân mềm chân bụng sống ở biển trong họ Vermetidae. Unlike some other vermetids, the Loài trong chi nàyhave no operculum.

## Các loài[2]
- Serpulorbis aotearoicus Morton, 1951
- Serpulorbis arenarius (Linnaeus, 1767)
- Serpulorbis colubrinus (Röding, 1798)
- Serpulorbis decussatus (Gmelin, 1791) - decussate wormsnail
- Serpulorbis inopertus (Rüppell & Leuckart, 1830)
- Serpulorbis natalensis Mörch, 1862
- Serpulorbis riisei (Mörch, 1862)
- Serpulorbis sipho (Lamarck, 1818)
- Serpulorbis squamigerus (Carpenter, 1856) - scaled wormsnail [cần dẫn nguồn]
- Serpulorbis squamolineatus Petuch, 2002
- Serpulorbis zelandicus (Quoy và Gaimard, 1834)
- Serpulorbis panamensis (Chenu, 1838) (species inquirenda = a species of doubtful identity needing further investigation)